# Yvonne Adhiambo Owuor
Yvonne Adhiambo Owuor (Nairobi, 1968) es una escritora keniata ganadora del premio Caine en 2003.

## Biografía
Estudió filología inglesa en la Universidad Keniata y un máster en diseño y desarrollo audiovisual en la Universidad de Reading. Posteriormente obtuvo un MPhil en escritura creativa por la Universidad de Queensland, Australia. Además de escribir novelas ha trabajado como guionista. Entre 2003 y 2005 fue la directora ejecutiva del Festival Internacional de Cine de Zanzíbar.

## Obra
- The Weight of Whispers, 2006
- Dust, 2013
- The Dragonfly Sea, 2019